# Europees kampioenschap dammen 2016
Het Europees kampioenschap dammen 2016 algemeen en voor vrouwen werd van 19 t/m 24 oktober 2016 in de Turkse stad İzmir gespeeld. 
Het Zwitsers systeem bestaande uit 9 ronden werd gehanteerd. Aleksej Tsjizjov won het algemene toernooi met 12 punten, op weerstandspunten gevolgd door Roel Boomstra en Martijn van IJzendoorn. 
Bij de vrouwen werd Aygul Idrisova met 13 punten kampioen, op 1 punt gevolgd door Ksenia Nakhova en Matrena Nogovitsyna.

## Top 15 en Nederlanders, algemeen
| plaats | speler                 | land        | punten |
| ------ | ---------------------- | ----------- | ------ |
| 1      | Aleksej Tsjizjov       | Rusland     | 12     |
| 2      | Roel Boomstra          | Nederland   | 12     |
| 3      | Martijn van IJzendoorn | Nederland   | 12     |
| 4      | Yuri Anikejev          | Oekraïne    | 11     |
| 5      | Wouter Sipma           | Nederland   | 11     |
| 6      | Moerodoello Amrillajev | Rusland     | 11     |
| 7      | Aleksandr Getmanski    | Rusland     | 10     |
| 8      | Wouter Wolff           | Nederland   | 10     |
| 9      | Guntis Valneris        | Letland     | 10     |
| 10     | Jitse Slump            | Nederland   | 10     |
| 11     | Jos Stokkel            | Nederland   | 10     |
| 12     | Artem Ivanov           | Oekraïne    | 10     |
| 13     | Ivan Trofimov          | Rusland     | 10     |
| 14     | Oscar Lognon           | Frankrijk   | 10     |
| 15     | Jevgeni Vatoetin       | Wit-Rusland | 10     |
| 15     | Igor Kirzner           | Oekraïne    | 10     |
| 21     | Rob Geurtsen           | Nederland   | 9      |
| 22     | Mehmet Yöney           | Nederland   | 9      |
| 23     | Raphaël Zdoroviak      | Duitsland   | 9      |
| 24     | Bart Stegeman          | Slovenië    | 9      |
| 25     | Laimonis Zalitis       | Letland     | 9      |
| 30     | Peter Frans Koops      | Nederland   | 5      |
| ..     | ...                    |             |        |
| 32     | Jaroslav Slanina       | Tsjechië    | 0      |

## Top 15 en Nederlanders, vrouwen
| plaats | speler                | land                | punten |
| ------ | --------------------- | ------------------- | ------ |
| 1      | Aygul Idrisova        | Rusland             | 13     |
| 2      | Ksenia Nakhova        | Rusland             | 12     |
| 3      | Matrena Nogovitsyna   | Rusland             | 12     |
| 4      | Olga Baltazji         | Oekraïne            | 12     |
| 5      | Darja Fedorovitsj     | Wit-Rusland         | 11     |
| 6      | Tamara Tansykkoezjina | Rusland             | 11     |
| 7      | Julia Makarenkova     | Oekraïne            | 11     |
| 8      | Olga Fedorovitsj      | Wit-Rusland         | 10     |
| 8      | Natalia Shestakova    | Rusland             | 10     |
| 10     | Natalia Sadowska      | Polen               | 10     |
| 11     | Daria Tkatsjenko      | Oekraïne            | 10     |
| 12     | Viktoria Motritsjko   | Oekraïne            | 10     |
| 13     | Alia Aminova          | Rusland             | 10     |
| 14     | Vitalia Doumesh       | Nederland           | 9      |
| 15     | Elena Milsjina        | Rusland             | 9      |
| 17     | Heike Verheul         | Nederland           | 9      |
| 18     | Ester van Muijen      | Nederland           | 9      |
| ..     | ...                   |                     |        |
| 29     | Marina Kosinska       | Verenigd Koninkrijk | 4      |